# Орси, Раймундо
Раймундо Бибьяни Орси (исп. Raimundo Bibiani Orsi; 2 декабря 1901[…], Авельянеда, Буэнос-Айрес — 6 апреля 1986, Сантьяго) — аргентинский и итальянский футболист, обладатель Кубка Мира 1934 в составе сборной Италии, серебряной олимпийской медали Летних Игр 1928 в Амстердаме (Голландия), в составе сборной Аргентины. Чемпион Южной Америки 1927 года.
Его карьера началась на исторической родине, в Аргентине, в «Индепендьенте» (1920—1928; 1935), известность в Европе получил во время игры за туринский «Ювентус». Орси присоединился к «Старой Синьоре» в период 1928—1929 гг. и оставался с ней вплоть до 1935 года, выиграв пять чемпионских титулов кряду (1931 — 1935). После отъезда с Апеннин Раймундо Орси провёл остаток своей карьеры в Южной Америке, защищая цвета уругвайского «Пеньяроля» и бразильского «Фламенго».
Орси дебютировал в сборной Аргентины 10 августа 1924 против Уругвая. За 12 последующих лет он провёл 13 матчей и забил 3 мяча. В то время было разрешено выступать за разные национальные сборные одновременно, и поэтому Орси также был заявлен как игрок Скуадры Адзурры (35 матчей; 13 мячей; период с 12 декабря 1929 по 24 марта 1935).
Раймундо Орси умер в 1986 году в возрасте 84 лет.
«Орси — это лучший аргентинский игрок, которого я видел.» Ренато Чезарини

## Карьера
Раймундо Орси родился (2 декабря 1901 года в семье итальянца и испанки. С юных лет, как и множество детей эмигрантов, начал играть в футбол на узких улочках родной Авельянеды.
В те годы в Авельянеде «царили» два клуба, «Расинг» и «Индепендьенте». Сначала Орси пошёл на просмотр в «Расинг», но там молодого игрока отвергли, посчитав слишком слабым для футбола, но Орси не сдался и через несколько лет пошёл на просмотр в «Индепендьенте», который принял в свою команду. В молодёжи «Инди» Орси сразу стал лидером клуба, забивая большое количество мячей, но ещё большее количество раз ассистируя своим партнёрам. Игра молодого и техничного нападающего привела к интересу со стороны тренеров основной команды, и уже в 16 лет Орси дебютировал в матче с клубом, который его «отверг» — с «Расингом». Несмотря на удачную игру своей команды, Орси был отправлен в молодёжку «дозревать».
В декабре 1920 года Орси дебютировал в матче чемпионата Аргентины. До Орси атака «Индепендьенте» развивалась в основном в центре поля, медленно доходя до штрафной, но с приходом в команду Раймундо, клуб стал действовать совсем по другому. Благодаря своей технике, Орси мог на скорости обыграть нескольких соперников на своём левом фланге, а потом сделать передачу партнёру или поразить ворота противоборствующей команды. Игра Орси помогла «Индепендьенте» выиграть в 1922 году свой первый в истории титул чемпиона Аргентины. А в 1927 году клуб смог повторить это достижение. А между этими достижениями клуб трижды подряд (1924, 1925, 1926) выиграл кубок Независимости.
10 августа 1924 года Орси дебютировал в составе сборной Аргентины в матче с Уругваем. 29 августа 1927 года Орси участвовал в составе сборной в матче кубка Липтона, но на этом турнире аргентинцы проиграли Уругваю 0:1. В том же году он поехал на свой первый крупный турнир — чемпионат Южной Америки, но на самом соревновании Орси провёл лишь одну игру с командой Перу.
В 1928 году Орси, в составе сборной Аргентины, поехал на Олимпиаду в Амстердам. В первом же матче турнира, со сборной США, Орси на 41-й минуте забил свой первый гол за сборную, а на 73-й и второй гол. В следующем матче Орси вновь отличился. Но не голы были главным в арсенале Орси на том турнире: Орси сделал огромное число проходов по своему левому флангу атаки, обыгрывая по два-три соперника за раз, после чего делал голевые передачи. Уже во время соревнования, его кто-то назвал «Кометой», это прозвище закрепилось за игроком, а после турнира к нему добавилось название города Олимпиады Амстердама. В финале турнира Аргентина встречала со своим давним соперником, Уругваем. Первая игра завершилась вничью 1:1 (Орси сделал голевую передачу на Мануэля Феррейру), а второй матч уругвайцы выиграли 2:1.
Игру Орси на турнире заметил президент итальянского клуба «Ювентус» Эдоардо Аньелли. Который ещё в подтрибунном помещении начал переговоры с игроком, сказав во время финала: «Не зависимо от того, сколько он стоит, приведи его сюда». За переход игрока «Ювентус» заплатил сто тысяч лир, а сам Орси получал оклад в 8 тысяч лир ежемесячно. А по прибытии Орси из Аргентины в порт Генуи, Аньелли лично встретил футболиста, подарив ему ключи от новенького автомобиля Fiat 509, золотые часы с бриллиантами в 24 каррата и документы на виллу в Турине. Несмотря на приход, Орси был вынужден ещё несколько месяцев не принимать участия в играх: документы, полностью подтверждающие переход запаздывали. Орси не тратил это время на развлечения, он усиленно тренировался с командой и обустраивался к жизни в Италии.
Свой дебютный матч Орси провёл за «Ювентус» 6 октября 1929 года с клубом «Наполи», завершившийся победой «Юве» 3:2. В свой первый год Орси провёл 34 матча за «Ювентус» и забил 15 голов, а сам туринский клуб выиграл свой третий в истории чемпионский титул. С этого же сезона началась 5-ти летняя выигрышная серия «бьянконери». В том же году Витторио Поццо, главный тренер сборной Италии, вызвал Орси под знамёна национальной команды. В составе которой аргентинец дебютировал 1 декабря 1929 года в товарищеской игре с Португалией. Дебют вышел феноменальным: Италия победила 6:1, а сам Орси забил два гола. А спустя полтора года, 12 апреля 1931 года, Орси забил португальцам прямым ударом с углового, став первым футболистом, отличившимся подобным образом в матче национальных сборных команд.
В составе «Ювентуса» Орси продолжал поражать результативностью: после 15 голов в первом сезоне, последовали 20 во втором и третьем, лишь после этого Раймундо немного «сбавил обороты», больше ассистируя партнёрам, чем забивая самостоятельно. Этому снижению результативности поспособствовала страшная травма — 24 декабря 1933 года игрок клуба «Лацио», бразилец Жуан Фантони, которого раз за разом обыгрывал Орси, ударил его по ногам, в результате чего «Мумо» получил перелом малоберцовой кости. Он провёл в больнице полтора месяца, а ещё три не мог даже тренироваться.
Уже в первый год став кумиром болельщиков «бьянконери», Орси оставался им до конца своей карьеры в «Юве», отвечая фанатам любовью. Но самым большим поклонником Орси был Джанни Аньелли, который восхищался его классом и стилем игры, что даже прощал ему все его «шалости». А Орси делал их немало. В Италии он очень быстро пристрастился к роскошной жизни — устраивал грандиозные вечеринки, часто ночами играл на любимой скрипке. Орси очень много денег просаживал в тотализаторе, ставя как на исходы скачек, так и на результаты футбольных встреч, часто Орси просто предлагал пари, предлагая обыграть его в настольный теннис или просто почеканить мяч на время.
В 1930 году Орси выиграл и свой первый титул в составе итальянской сборной, победив в кубке Центральной Европы, ставшей предком кубка Европы. В 1934 году Орси, в составе сборной Италии поехал на чемпионат мира, он был взят Поццо на мундиаль, несмотря на то, что Раймундо только-только «отошёл» от перелома ноги, полученного годом ранее. Орси в первой игре забил сразу два гола, чем заставил замолчать всех критиков. В результате блестящей игры Италии на первенстве мира, она выиграла турнир, а сам Орси стал одним из главным творцов победы команды, сравняв счёт резанным ударом с угла поля в финальной игре за 8 минут до конца встречи. Тот гол не смог зафиксировать ни один из фоторепортёров, присутствующих на матче, в результате на следующей день Орси пришлось повторять его, специально для прессы.
В 1935 году Италия стала готовиться к войне в Эфиопии, был объявлен всеобщий военный призыв. В мае месяце Орси попросил руководителей «Юве» отпустить его в Буэнос-Айрес, а для газет сообщить, что он поехал туда, якобы, из-за болезни своей матери. Аньелли конечно пошёл на встречу своему любимому игроку. Орси долго прощался со своими партнёрами по команде, прежде чем пройти в самолёт, улетающий в Буэнос-Айрес.
После возвращения в Аргентину, Орси ещё выступал за местные клубы, даже провёл 1 матч за сборную страны. А затем завершил карьеру в уругвайском «Пеньяроле» и бразильском «Фламенго». Завершив карьеру игрока, Орси работал тренером в клубах Аргентины и Чили, включая «Росарио Сентраль» и «Мендосу», «Пасьональ» и «Атланте».

## Достижения
- Чемпион Аргентины (2): 1922, 1926
- Чемпион Южной Америки: 1927
- Чемпион Центральной Европы: 1930, 1935
- Чемпион Италии: 1931, 1932, 1933, 1934, 1935
- Чемпион мира: 1934
- Чемпион Уругвая: 1938
- Чемпион штата Рио-де-Жанейро: 1939

## Статистика выступлений
| Клуб                     | Сезон                    | Лига | Лига | Кубки | Кубки | Кубок Митропы | Кубок Митропы | Итого | Итого |
| Клуб                     | Сезон                    | Игры | Голы | Игры  | Голы  | Игры          | Голы          | Игры  | Голы  |
| ------------------------ | ------------------------ | ---- | ---- | ----- | ----- | ------------- | ------------- | ----- | ----- |
| Индепендьенте            | 1920                     | ?    | 10   | 2     | 1     | -             | -             | ?     | 11    |
| Индепендьенте            | 1921                     | ?    | 11   | 0     | 0     | -             | -             | ?     | 11    |
| Индепендьенте            | 1922                     | ?    | 11   | -     | -     | -             | -             | ?     | 11    |
| Индепендьенте            | 1923                     | ?    | 11   | -     | -     | -             | -             | ?     | 11    |
| Индепендьенте            | 1924                     | ?    | 14   | 3+    | 4     | -             | -             | ?     | 18    |
| Индепендьенте            | 1925                     | ?    | 8    | 6     | 8     | -             | -             | ?     | 16    |
| Индепендьенте            | 1926                     | ?    | 9    | 9     | 6     | -             | -             | ?     | 15    |
| Индепендьенте            | 1927                     | ?    | 15   | -     | -     | -             | -             | ?     | 15    |
| Индепендьенте            | 1928                     | ?    | 1    | -     | -     | -             | -             | ?     | 1     |
| Индепендьенте            | Итого                    | 217  | 90   | 20+   | 19    | 0             | 0             | 237+  | 109   |
| Ювентус                  | 1928/29                  | 0    | 0    | -     | -     | 0             | 0             | 0     | 0     |
| Ювентус                  | 1929/30                  | 34   | 15   | -     | -     | 0             | 0             | 34    | 15    |
| Ювентус                  | 1930/31                  | 33   | 20   | -     | -     | 0             | 0             | 33    | 20    |
| Ювентус                  | 1931/32                  | 33   | 20   | -     | -     | 3             | 1             | 36    | 21    |
| Ювентус                  | 1932/33                  | 32   | 10   | -     | -     | 4             | 3             | 36    | 13    |
| Ювентус                  | 1933/34                  | 24   | 8    | -     | -     | 4             | 5             | 28    | 13    |
| Ювентус                  | 1934/35                  | 21   | 4    | -     | -     | 6             | 2             | 27    | 6     |
| Ювентус                  | Итого                    | 177  | 77   | 0     | 0     | 17            | 11            | 194   | 88    |
| Индепендьенте            | 1935                     | ?    | 6    | -     | -     | -             | -             | ?     | 6     |
| Индепендьенте            | 1936                     | ?    | 3    | -     | -     | -             | -             | ?     | 3     |
| Индепендьенте            | Итого                    | 32   | 9    | 0     | 0     | 0             | 0             | 32    | 9     |
| Всего за «Индепендьенте» | Всего за «Индепендьенте» | 249  | 99   | 20+   | 19    | 0             | 0             | 269+  | 118   |
| Бока Хуниорс             | 1936                     | 11   | 0    | -     | -     | -             | -             | 11    | 0     |
| Бока Хуниорс             | Итого                    | 11   | 0    | 0     | 0     | 0             | 0             | 11    | 0     |
| Платенсе                 | 1937                     | 27   | 10   | -     | -     | -             | -             | 27    | 10    |
| Платенсе                 | Итого                    | 27   | 10   | 0     | 0     | 0             | 0             | 27    | 10    |
| Альмагро                 | 1938                     | 23   | 13   | -     | -     | -             | -             | 23    | 13    |
| Альмагро                 | Итого                    | 23   | 13   | 0     | 0     | 0             | 0             | 23    | 13    |
| Фламенго                 | 1939                     | 2    | 0    | -     | -     | -             | -             | 2     | 0     |
| Фламенго                 | 1940                     | 1    | 0    | -     | -     | -             | -             | 1     | 0     |
| Фламенго                 | Итого                    | 3    | 0    | 0     | 0     | 0             | 0             | 3     | 0     |
| Всего за карьеру         | Всего за карьеру         | 490  | 199  | 20+   | 19    | 17            | 11            | 527+  | 229   |